# Didemnum monile
Didemnum monile är en sjöpungsart som beskrevs av Kott 200. Didemnum monile ingår i släktet Didemnum och familjen Didemnidae. Inga underarter finns listade i Catalogue of Life.